# R-K戦略説
r-K戦略説とは、生物の種が、どのように子孫を残そうとするかについて、2つの戦略の間で選択を迫られているとする説である。rとKはロジスティック式の内的自然増加率 r と環境収容力 K に基づく。r-K選択説とも呼ばれる。

## 発端
この仮説を初めて問題として取り上げたのは、ロバート・マッカーサーとE.O.ウィルソンであり、1967年に提唱された。彼らは島嶼生物学の分野で、画期的な展開を成し遂げた。彼らによれば、島嶼地域では、絶滅はこれまで考えられてきたような特殊な事件ではない。島外からの生物種の入植と、島内における生物種の絶滅とは、絶えず起きている当たり前の現象に過ぎない。それを前提に、彼らは島嶼地域での生物の種数と、島の大きさや大陸からの距離との関係を説明することに成功した。
その中で、島における生物種の入植の成功について論じた。それによると、島への新しい種の侵入は偶発的に起きるが、侵入した種が定着できるかどうかはその種の性質が関係すると考えられる。具体的に言えば、たまたま複数個体が侵入する機会があり（単独個体では定着は困難であろう）、かつその種が入れるニッチが空いていたとして、その際にその個体群が定着できるかどうかはその種が素早く個体数を増加できるかどうかが重要だというのである。個体数の少なさは、それだけ絶滅の確率を上げるものと考えられる。この（可能であれば）どれだけ素早く個体数を増加させられるかを表す要素を、個体群成長の数学的モデルであるロジスティック式では、内的増加率と言い、r で表す。そこで彼らは、島嶼での定着で、また既に定着した種の場合でも、なんらかの理由で急激に個体数が減った場合の個体数の復旧の場合などに、r を大きくするような自然選択が起きるものと考え、これをr選択（r淘汰）と呼んだ。
他方、絶滅にかかわる要素についても議論を行い、この場合何より個体数が問題であると判断した。島嶼における生物個体群は、生息面積として狭い土地しか持ち得ず、しかも外の個体群とは隔離されている。したがって、その島での個体数の減少は、その個体群の絶滅に直結する。そこで同一面積でできるだけ多くの個体が生息し、それを維持し続けるような方向の選択が生じるものと考えた。彼らはこれを、ロジスティック式で環境収容力を意味する K を取って、K選択と名付けた。

## 展開
このr選択、K選択という言葉は、多くの生態学者の興味を引いた。マッカーサーとウィルソンは、この2つの選択について、必ずしも対立するものとは捉えていなかった。しかし、さまざまな手で分析が進められるうちに、次第に内容を変じ、この両者が対立するものとして考えられるようになった。
r選択
r、すなわち内的自然増加率を高くする方向への進化である。では、内的増加率を高くするにはどうすればいいか。簡単に言えば、同一時間内で、よりたくさん子供を作れるようになればよい。ロジスティック式に従えば、実際に実現される子孫の個体数は、その前の世代の個体数によって決まり、例えばすでに定員が満員の場合、どれだけ子を産もうが、両親からは平均して2個体の子が生き延びられるだけである。しかし、個体数が少ない状態ではより多くの子が生き延びられる可能性がある。その時、どれだけ多くの子ができるかは極論すればどれだけたくさんの子供を生めるかにかかっている。具体的には、一腹卵数を増やす、産卵回数を増やす、あるいは、より早い時期から繁殖を始めることなどによって、rを大きくすることができる。もちろん多すぎるrは無駄になる可能性が常にあり、それはどれだけ頻繁に絶滅とニッチの空白が起きるかにかかっている。
K選択
K、すなわち環境収容力を増やすことであるが、面積当たりの生産量が同じであれば、個体数を増加させるのは難しい。一つの方法は、個体を小さくすることで、それによって個体数そのものを増やすことは可能になる。しかし、多くの研究者は個体数を維持する方向の進化を考えた。すなわち、確実に一定数の子を得るための進化がK選択であると考えたのである。先に述べたように、安定状態では、親はさほど多くの子を作る必要はない。安定状態では、生物個体数はその種の環境収容力の限界前後であると考えられ、その場合、ひと組の両親からは平均2個体しか子は育たないからである。したがって、この状態では、育たない沢山の子をなすより、少数精鋭的に確実に育つ子を産むよう働くのがK選択ということである。

## 選択から戦略へ
このようにして、r選択とK選択を分析していくうちに、このふたつが相反する性質を持つと理解されるようになった。rを増加させるために、たとえば産卵数を増やすとすれば、そのためには卵を小さくしなければならない。そうすれば個々の卵の生存率は低下する。逆に、生まれた子の成長の確実性を高めるには、多くの栄養を与えた方がよいが、そうすれば多数を作ることができなくなる。それぞれの生物は、どちらかの方向を戦略として選び、それに向けて進化すると考えられる。もちろん、ここでは生物がそれぞれに選ぶという表現を取っているが、実際には、環境条件と系統的制約のもとで自然選択によってどちらかの戦略に収斂していくという意味である。
このような観点から、r選択とK選択によって得られた形質一式を、それぞれr戦略とK戦略と呼び、その戦略を持つ種をそれぞれr戦略者とK戦略者と呼ぶ。
この2つの戦略はそれぞれ有効なものであり、どちらを選んでもいいようにも思えるが、どちらか一方が有効な状況があると考えられる。たとえば、2種の生物が競争関係にある場合を設定し、r戦略者が高いrと低いKを、もう一方のK戦略者が低いrと高いKを持つとして、シミュレーションを行えば、当初はr戦略者が個体数を増やすが、時間が経てばK戦略者が盛り返してr戦略者を圧倒する。これは、安定した環境ではK戦略者が優位になることを意味し、逆に見れば、撹乱の多い環境では、r戦略者が優位であるということである。
- 一般に、物理化学的環境が厳しい場所では、r戦略が採用されがちである。例えば極地付近では、寒さと、それに伴う食糧不足のために死亡することが多い。特に、気候変動によって寒さが厳しい年には、多くの個体が命を落とし、個体群の規模が大きく変動する場合がある。そのような条件下では、多産な個体の方が有利である。トナカイは、一般のシカが2年目から毎年2頭を出産するのに対し、1年目に1頭を出産するが、これは繁殖にかかる時間を短縮することになり、rを高くする効果がある。

また、子の生存が、偶然に左右される場合も、この戦略を取らねばならない。たとえば、生息区域が一定せず、毎年生息可能な場所が変わるような場合がそれである。安定した植生が撹乱されたところにのみ出現する雑草は、撹乱がなくなり植生が安定した遷移をたどるところには生育できない。子孫が確実に撹乱された場所にたどり着くためには、多数の種子を、広くばらまく必要がある。寄生性の生物は、新しい宿主にたどり着けるかどうかに偶然の要素が大きく、どうしても多数の子を作っておかねばならない。多数の子による分散とクローン増殖戦略を採用している代表例に一部のアブラムシがある。
- 他方、熱帯雨林のように物理化学的には生息に適した環境では、生存に影響を与えるのは、主として生物間の競争である。このような条件下では、少数の子を確実に育てることが重要になる。つまり、K戦略を取るものが多いと考えられる。

他に、子供があまりにも小さすぎて生存が見込めない環境下でも、必然的にK戦略を取らざるを得なくなる。例えば、サワガニやザリガニなど、淡水で生活史を完了する甲殻類は、幼生をプランクトンにして放出したのでは、生存できる見込みがない。どうしても大きな卵を産まねばならない。
ただし、注意すべきなのは、ここでは、rとKは、既に本来の意味からは離れてしまっている部分があることである。本来のrは、最大産卵数を意味するものではない。野外個体群において、個体群密度と増加率を求め、そこからrを算定すれば、それは最大産卵数よりはるかに小さくなる。個体群密度が0に近くても、子の生存率は100%ではないからである。また、rが大きければ必ずしもKが小さくなるというものでもない。

## 繁殖戦略論へ
rとKは、もともと個体群成長にかかわる要因であり、それが示すものは、具体的に特定できるとは限らない。それならばむしろ、繁殖に限って話を絞った方が分かりやすい。つまり、r戦略とK戦略とを産卵数や卵の大きさ（卵でなく、子供や種子であってもよいが）の話に絞って行うのである。これは繁殖戦略に関する議論のひとつである。
繁殖戦略では、r戦略とは卵をできるだけ沢山産む方向と見なせる。数を増やすためには、個々の大きさは減らさねばならないので、この戦略を小卵多産戦略という。これに対して、K戦略は、卵を大きくするので、数は減ることになる。つまり、大卵少産戦略である。また、大卵少産戦略を取る場合、子の数が少ないので、子を1頭失った場合の損失が相対的に大きくなる。そのため、子を失う数を更に減らせるよう、親による子の保護が発達する傾向がある。